# Маяк (мини-футбольный клуб, Харьков)
«Маяк» (Харьков) — украинский мини-футбольный клуб, участник чемпионата и кубка Украины.
В 1990 году «Маяк» принимает участие в первом розыгрыше кубка Украины. Команда успешно проходит стадию четвертьфинала, но в полуфинале уступает будущему обладателю кубка днепропетровскому «Механизатору» со счётом 1:4.
В чемпионате Украины 1992 года «Маяк» попадает по итогам группового турнира в шестёрку лучших команд, а по итогам финальной части занимает пятое место среди тринадцати команд.